# 陳培廣
陳培廣（1965年2月23日—）台灣劇場導演，現任我城劇場團長、國立臺北藝術大學戲劇系講師。
曾任台北故事劇場創作總監、寬頻傳播公司企劃總監、台視演員訓練班專任講師、城市故事劇場團長暨駐團導演。
代表作品有台北故事劇場《大家安靜》、《花季未了》、台灣藝人館《寂寞芳心俱樂部》、我城劇場《我記得......》等。曾與金士傑、郭子、郎祖筠、戴立忍、林美秀、陳湘琪、劉若英、蘇慧倫、任賢齊、阿B、黃健瑋、謝盈萱、莊凱勛、朱芷瑩、隆宸翰...等演員合作。
陳培廣的作品，向來偏重人性人情，深刻細膩，每能令觀眾笑中帶淚，淚中含笑。不斷發掘人性在悲喜中的幽微輾轉，已然成為他創作中最重要的作品風格與個人戳記。

## 導演編劇作品
- 1988  作品第一號           故事工作體《沉琴記》編劇暨導演
- 1989  作品第二號           國立藝術學院《殘花有夢》翻譯暨改編暨導演
- 1990  作品第三號           故事工作體《Scenes No 1，z&3》翻譯\改編暨導演
- 1990  作品第四號           國立藝術學院《愚待者》翻譯暨導演
- 1990  作品第五號           進行式劇團《大家安靜》改編暨導演
- 1990  作品第六號           故事工作體《繡襦記》改編暨導演
- 1991  作品第七號            進行式劇團《寂寞芳心俱樂部》翻譯\改編暨導演
- 1992  作品第八號           國立藝術學院《TELEPHONE》翻譯\改編暨導演
- 1992  作品第九號           進行式劇團《蝴蝶君》翻譯\改編暨導演
- 1993  作品第十號           國立藝術學院《JULIE》改編暨導演
- 1995  作品第十一號        台北故事劇場《愛在一吻蔓延時》翻譯\改編暨導演
- 1996  作品第十二號        台北故事劇場《極度瘋狂》編劇暨導演
- 1997  作品第十三號        台北故事劇場《春光進行曲》翻譯\改編暨導演
- 1997  作品第十四號        台北故事劇場《你和我和愛情之間》翻譯\改編暨導演
- 1998  作品第十五號        台北故事劇場《花季未了》翻譯\改編暨導演
- 2000  作品第十六號       台灣藝人館《寂寞芳心俱樂部》翻譯\改編暨導演
- 2000  作品第十七號       台灣藝人館《狂藍》翻譯\改編暨導演
- 2003  作品第十八號       春禾劇團《愛情有什麼道理！？》編劇暨導演
- 2003  作品第十九號       城市故事劇場《ROOM118》翻譯\改編暨導演
- 2004  作品第二十號       國立臺北藝術大學學期製作《越來越難集中精神》導演
- 2005  作品第二十一號    國立臺北藝術大學排演基礎期末呈現《我心狂野》編劇暨導演
- 2016  作品第二十二號     我城劇場創團作品《我記得……》編劇暨導演
- 2017  作品第二十三號     我城劇場二號作品《請你閉嘴！》改編暨導演
- 2018  作品第二十四號     國立臺北藝術大學百三級畢業製作《危險關係》改譯暨導演
- 2018  作品第二十五號     我城劇場三號作品《日常戀襲曲》編劇統籌暨導演
- 2018  作品第二十六號   「我城劇場料理演出計畫」作品系列之一《夏味食堂》編劇統籌暨藝術總監

## 外部連結
- 陳培廣facebook專頁
- 我城劇場facebook專頁